# Joachim Schroedel
Joachim Heinz Schroedel (* 24. Mai 1954 in Mainz) ist ein deutscher römisch-katholischer Geistlicher und Auslandsseelsorger in Kairo.

## Leben
Joachim Schroedel, Sohn des Architekten Walter Heinz Schroedel, wuchs in Dresden in der damaligen DDR auf. 1965 konnte die Familie wieder nach Mainz übersiedeln. Er besuchte zunächst das Mainzer Rabanus-Maurus-Gymnasium und absolvierte nach familiärem Umzug 1968 das Abitur 1974 im rheinhessischen Alzey. 1974 trat er in das Priesterseminar Mainz ein und studierte Katholische Theologie und Philosophie. Nach einem Studienjahr in Jerusalem beendete er 1979 das Studium in Mainz (Dipl.-Theol.). 1979/80 ließ Schroedel sich beurlauben und prüfte einen Eintritt in den Benediktinerorden, entschied sich aber für ein Studium der Orientalistik und Hebraistik an der Eberhard Karls Universität Tübingen von 1980 bis 1985. Am 18. Juni 1983 empfing er im Mainzer Dom die Priesterweihe durch Weihbischof Wolfgang Rolly. Er war Schlosskaplan in Unterjesingen bei Tübingen (1983–1985) und Kaplan in Butzbach (1985–1987). 1988 wechselte er in den Schuldienst und war bis 1995 am Sankt-Lioba-Gymnasium des Bistums Mainz in Bad Nauheim tätig.

### Auslandsseelsorger in Kairo
1995 wurde Joachim Schroedel Auslandsseelsorger für die deutschsprachige katholische Gemeinde Kairo. Zudem übernahm er die Leitung der Auslandsseelsorge für die Länder Syrien, Jordanien, Libanon, Sudan und Äthiopien mit ca. 10.000 deutschsprachigen Katholiken (Stand 2013). 1998 war er eingebunden bei der Apostolischen Nuntiatur in Kairo zur Vorbereitung des Besuchs von Papst Johannes Paul II. im Jahr 2000. 1999 wurde er Außerordentlicher Ökumenebeauftragter der Ägyptischen Bischofskonferenz. Von 2000 bis 2002 übernahm er zudem die Seelsorge für die deutschsprachigen Katholiken im Lateinischen Patriarchat von Jerusalem. Langjährig war er Spiritual für die Ordensschwestern der Borromäerinnen, die in Kairo eine deutsche Schule betreiben.
2014 wurde die deutschsprachige Seelsorgestelle Kairo durch die Deutsche Bischofskonferenz eingestellt. Joachim Schroedel wurde 2014 durch den Mainzer Bischof Karl Kardinal Lehmann emeritiert. Er ist weiterhin als Ruhestandsgeistlicher in der Kairoer Markusgemeinde tätig, der 2.000 römisch-katholische Christen angehören.
Der Apostolische Vikar für die Lateiner, Bischof Adel Zaky OFM aus Alexandria, beauftragte Schroedel 2015 mit der Seelsorge für die deutschsprachigen Katholiken in Ägypten.
Schroedel spricht neben Deutsch, Englisch und Französisch auch Hebräisch und Arabisch.

## Wirken
Seit 1997 berichtet Schroedel als freier Mitarbeiter bei Radio Vatikan und Katholische Nachrichten-Agentur über den Nahen Osten, insbesondere Ägypten. 2012 erfolgte die Ernennung zum Theologischen Beirat des Magazins „Vaticanista News“.
1998 wurde er von Schwester Maria Grabis, bekannt als „Mutter der Müllmenschen“, beauftragt, ihr Werk als ihr Vertreter und stellvertretender Vorsitzender der Kooperative in der Kairoer Müllsiedlung Moytamadeia weiterzuführen. Die Kooperative betreut in einem Stadtteil Kairos Kopten und Muslime, die als Zabbalin (Müllsammler und -trenner) leben.
Schroedel engagiert sich für den Christlich-islamischen Dialog mit muslimischen Einrichtungen wie der Al-Azhar-Universität in Kairo. 1996 gründete er das Oecumenische Institut Cairo (OEIC), dessen Leiter er seitdem ist. Er organisiert Vorträge und Diskussionen zu interreligiösen Themen zusammen mit den verschiedenen Religionsgruppen. Er war während der Aufstände des arabischen Frühlings in Kairo ständiger Besucher auf dem Tahrir-Platz und Berichterstatter für die Medien wie auch benannt in Beiträgen wie Staatskrise in Ägypten 2013/2014, Blutbad in Kairo und Gizeh 2013, Militärputsch in Ägypten 2013 und Staatskrise in Ägypten 2013/2014 (Kabinett Beblawi).
Schroedel ist seit 1983 Mitglied der katholischen Studentenverbindung AV Guestfalia Tübingen im CV. 2011 wurde er zum Ehrenmitglied der KÖL Franzisco-Josephina zu Regensburg ernannt. 2012 wurde er Bandmitglied der KAV Capitolina Rom im CV.

## Literarische Tätigkeit
Im Jahre 2016 erschien im Patrimonium-Verlag Schroedels Buch Mit Segenskreuz und Handy über seine langjährige Tätigkeit als Seelsorger und Priester in Ägypten, mit biographischen Notizen und Anmerkungen zu „Christentum und Islam“ sowie „Kultur und Religion“.

## Ehrungen und Auszeichnungen
- 2000: Ernennung zum Ritter (Chevalier) des patriarchalischen Ordens vom Heiligen Kreuz in Jerusalem durch den Griechisch-Katholischen Patriarchen Maximos V. Hakim
- 2008: Ernennung zum „Kaplan Seiner Heiligkeit“ (Monsignore) durch Papst Benedikt XVI.[12]
- 2015: Aufnahme in die Bruderschaft von Santa Maria dell’Anima ("Animabruderschaft")
- 2020: Ordensprälatur der Real Compagnia di Santa Maria della Mercede